# Johann Christian Neupauer

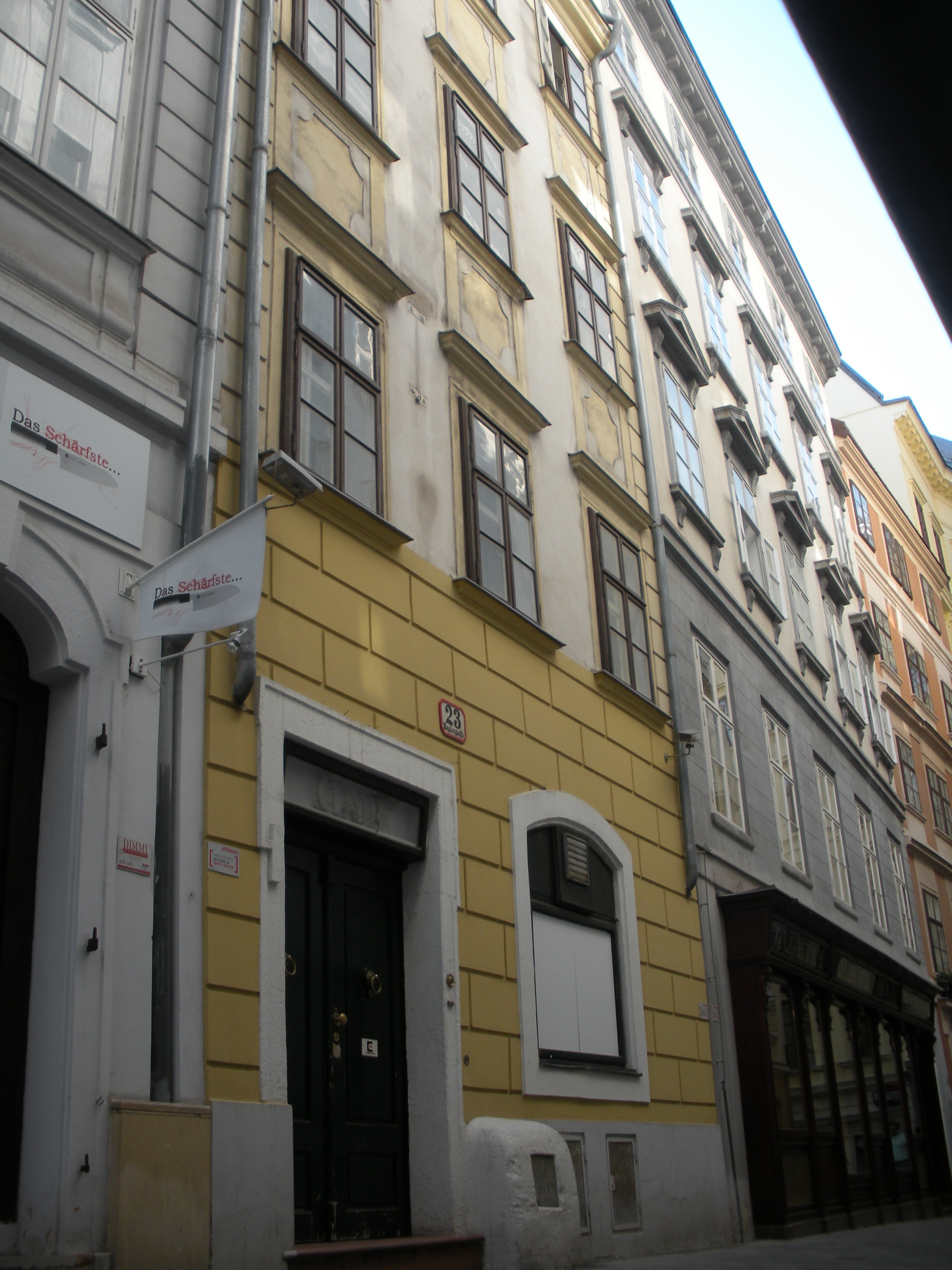
Naglergasse 23, einst Zum Goldenen Pflug

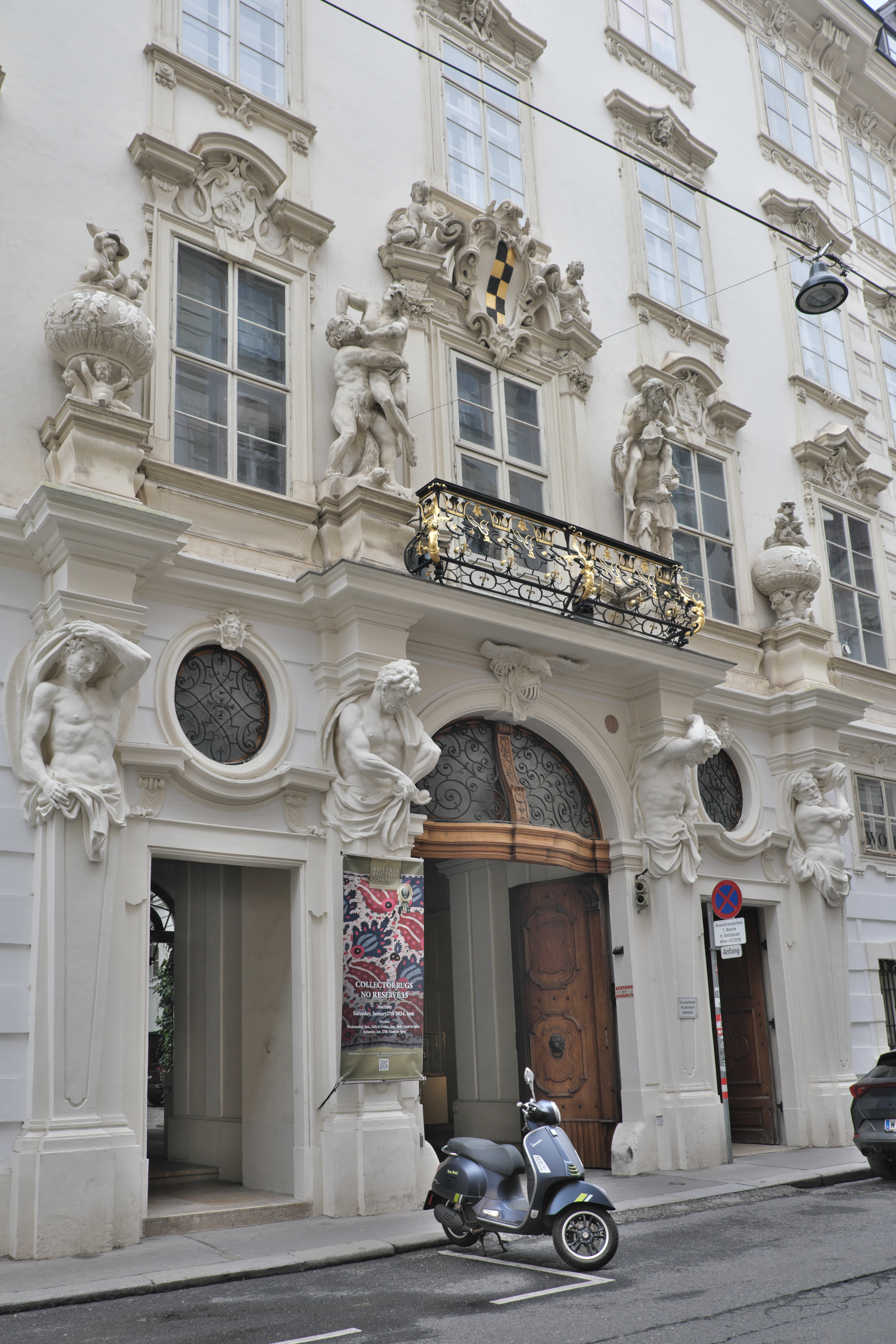
Palais Neupauer-Breuner

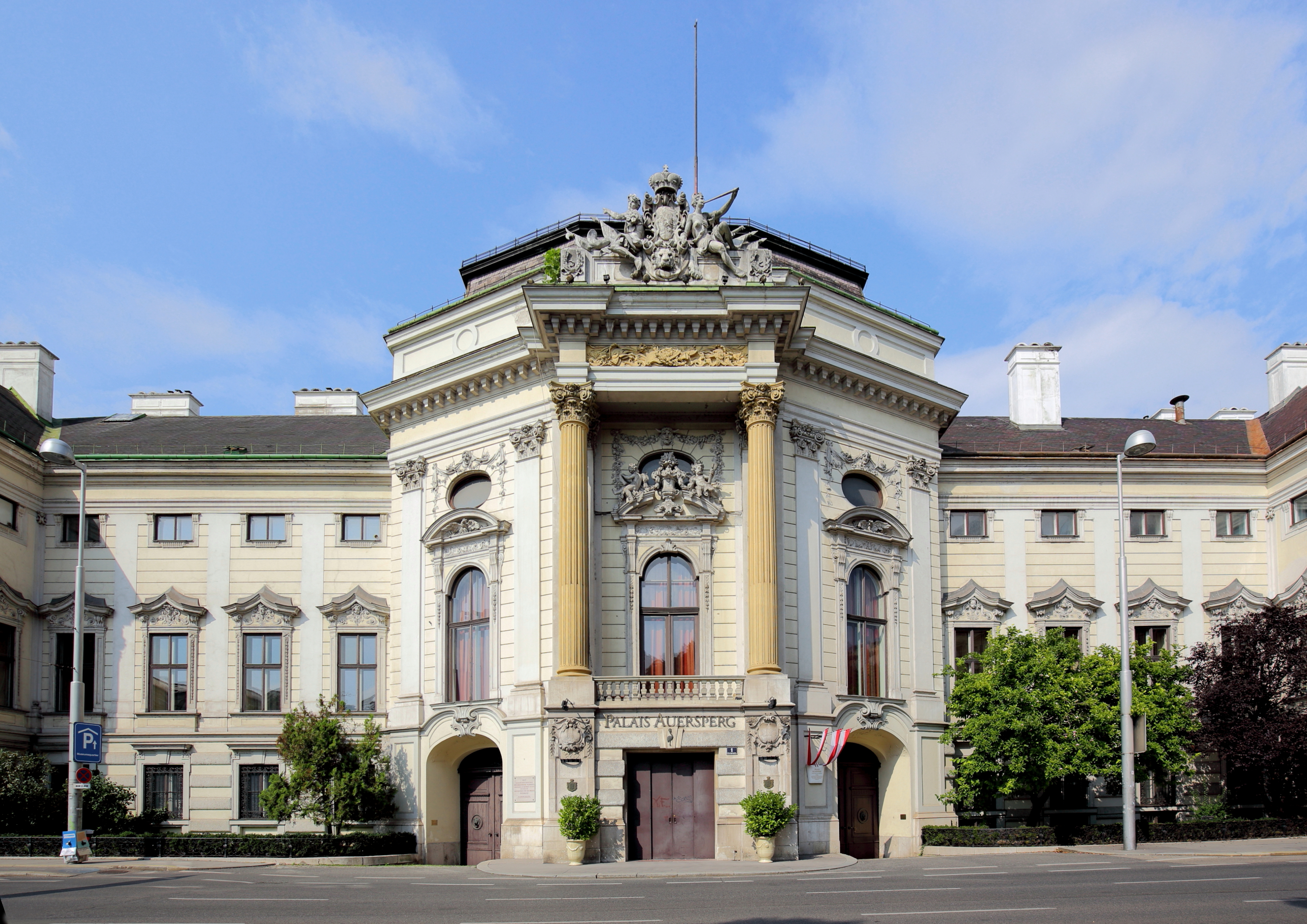
Palais Auersperg, 1721 Mittelrisalit nach Plänen von Neupauer

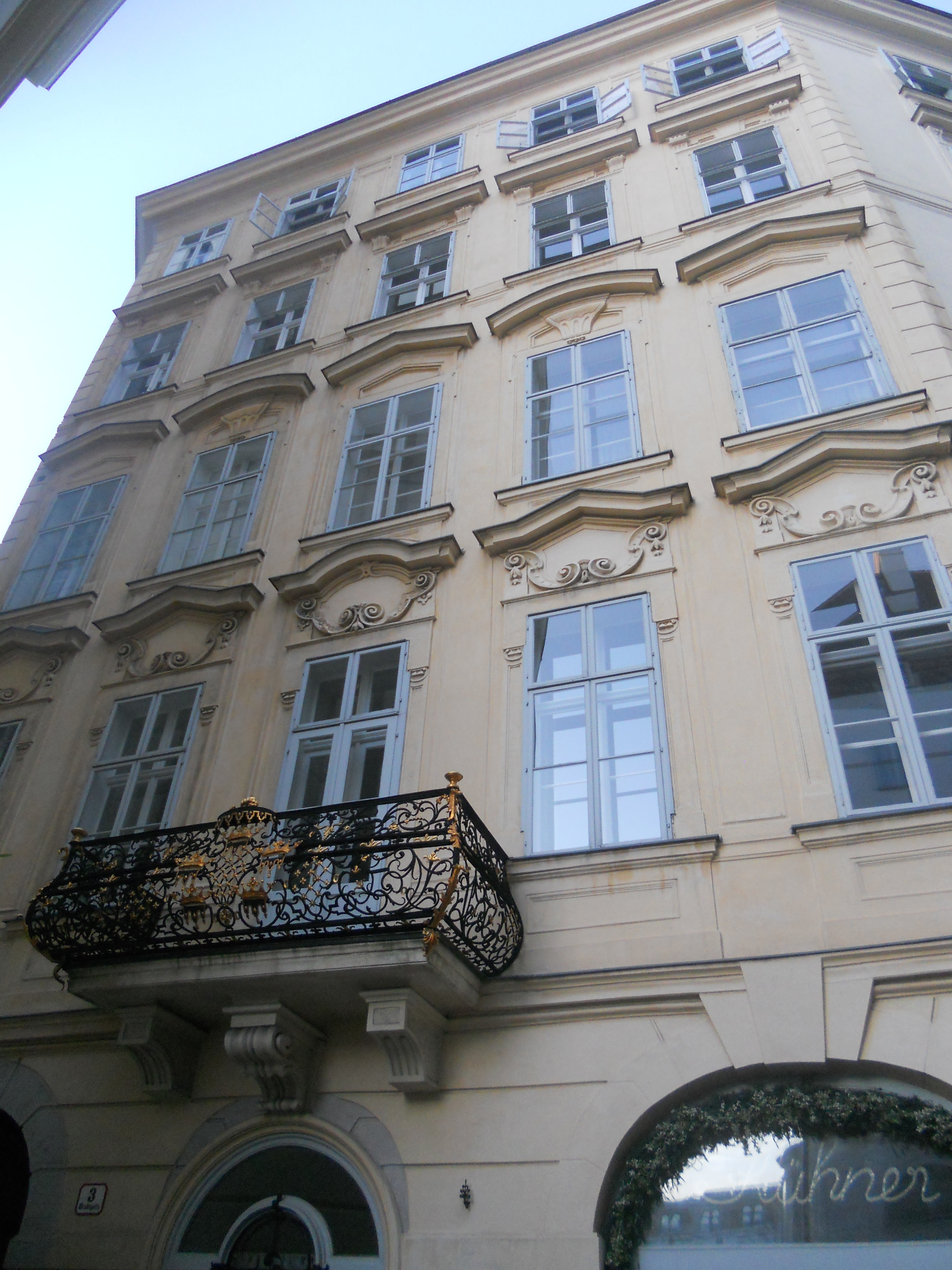
Drahtgasse 3, „Zu den fünf Kronen“

Johann Christian Neupauer (* 19. Juli 1675 in Wien; † 15. Dezember 1735 ebendort) war Wiener Stadtrat, Stadtkämmerer, Stadthauptmann und Bauunternehmer.
Der hohe Beamte der Stadt Wien ist den Kunsthistorikern ein Rätsel, er wird als Architekt bezeichnet, als Baumeister, als wichtiger Schüler der großen Johann Bernhard Fischer von Erlach und Johann Lucas von Hildebrandt, der noch über sie hinaus gegangen ist. Johann Christian Neupauer war kein Mitglied der Wiener Bauhütte, im Gegenteil. Er wurde zu einer hohen Strafe verurteilt, durfte keinen Bau hochführen, keine Maurer aufnehmen.
Die Forschungen zeigten, dass er baufällige Häuser den oft verschuldeten Besitzern abkaufte, damals bestehende steuerliche Vorteile nützte, und einige Jahre später, stand dort ein Palast. Das ist durch die angegebenen Quellen und Literatur belegt.

## Leben

### Familie
Georg Neupauer und Frau Justina wohnten in der Naglergasse 23. Sie betrieben die Gastwirtschaft „Zum goldenen Pflug“ und hatten 5 Kinder, Elisabeth, Ignaz, Johann Thomas, Johann Christian und Peter.
Der Junggeselle Johann Christian heiratete am 22. Juli 1697 in der Schottenkirche Anna Maria Pichlerin, Tochter des Johann Pichler und der Eva aus Wiener Neustadt. 1698 verkauften sie gemeinsam das Haus an einen Gastwirt. Am 26. April 1712 starb Frau Anna Maria.
Als Witwer ehelichte er 1713 Anna Clara Wenighofer, Tochter des Johann Franz Wenighofer, Senior des Inneren Rats
- Johann Christian Neupauer wohnte Am Hof, im Unter-Kammer-Haus in einer Dienstwohnung.[7]

### Wiener Stadtrat – Stadthauptmann – Stadtoberkämmerer

#### Bestandsinhaber der kaiserlichen Accis (Zoll)−Gefälle in Ober- und Niederösterreich
Schreiben des Kämmerers an den Stadtrichter von Steyr wegen Anweisung der Fleischhauer zur Einzahlung des schuldigen Accis und Republizierung der diesfalls ergangenen Patente. 14.07.1714

#### Stift Altenburg 1716
Eine Quittung des Stadthauptmanns Johann Christian Neupauer über 560 fl., welche das Stift Altenburg statt 14 zu stellenden Rekruten bezahlte.

#### Kaiserliche Hofkammer
17. Januar 1719
- Kontrakt zwischen der kaiserlichen Hofkammer und Johann Christian Neupauer (Neubauer), Stadthauptmann und Oberkämmerer wegen Stellung von 2.500 Rekruten für die kaiserlichen Infanterieregimenter in Neapel und Sizilien,[10]

### Architekt – Bauunternehmer – Bauspekulant

#### Palais Neupauer-Breuner
Vorgeschichte: Franz Kaspar Schäffner und Frau Maria Theresia verkauften ihr Haus „Am Hof 3/4“, damalige Nummer 320, am 2. Dezember 1711 dem Rat des Inneren Johann Christian Neupauer und Frau Anna Maria, nach deren Tod 1713 war er Alleinbesitzer. Er verkaufte es 1715 an den Arzt Suttner und Frau Barbara, um sich dafür in der Singerstraße 16 einen Stadtpalast, das Palais Neupauer-Breuner bauen zu lassen.
Reichsgraf Karl Josef de Souches verkaufte das (Vorgänger-)-Haus Singerstraße 16 1715 dem Rat des Innern und Stadtoberkämmerer Johann Christian Neupauer, der 1717 seine Frau Anna Clara , geb. Wenighofer zu sich schreiben ließ.

#### Palais Auersperg
Hieronymus Marchese Capece di Rofrano beauftragte Johann Christian Neupauer 1721 als Architekt und Bauleiter des Palais Auersperg, Maurer aufzunehmen. Die tWiener Bauhütte forderte die Einstellung des Baues und die Abschaffung der Maurer gegen Androhung von hundert Gulden Strafe. Hier wird mit spezieller Anwendung auf Donato Felice d’Allio abgeleitet, dass ein Architekt keine Bauleitung oder Direktion kontraktweise übernehmen durfte.

#### Leopoldstädter Kaserne
1716 stellte der zuständige Graf Wolf Auersperg im Niederösterreichischen Landtag 1716 den Antrag an bestimmten Stellen, Kasernen zu errichten.
- 11. Juni 1721 Johann Christian Neupauer, Stadt-Hauptmann, des Inneren Raths, lieferte Baumaterialien, wie Sand, Kalk, Ziegel, Bauholz, Stein und dergleichen um einen billigen Preis in die Leopoldstadt.
- Aufträge erhielten Donato Felice d’Allio, Kayserl. Fortifications-Baumeister, bezahlt wurden für seine Pläne 400 Gulden. Der Maurermeister Christian Alexander Oedtl, und die Steinmetzmeister Simon Sasslaber aus dem Kayserl. Steinbruch, und Andreas Steinböck, von Eggenburg.

#### Drahtgasse 3 „Zu den fünf Kronen“
Für Drahtgasse 3 wurden 5 Parzellen zu einer Fassade zusammengefasst.